# Getbol
Als Getbol (koreanisch 갯벌) werden die Wattflächen bezeichnet, die seit 2021 eine von der UNESCO gelistete Stätte des Weltkulturerbes in Südkorea bilden. Sie befinden sich im Gelben Meer zwischen China und der koreanischen Halbinsel und gehören zu den größten und bedeutendsten Watt-Ökosystemen der Welt. Die Stätte soll den Zusammenhang zwischen Geodiversität und Biodiversität und die Abhängigkeit der kulturellen Vielfalt und der menschlichen Aktivitäten von der natürlichen Umwelt aufzeigen.

## Teilgebiete
| Nr. | Name                    | Region / Distrikt       | Lage (zentraler Punkt)       | Subtyp                 | Fläche     | Fläche der Pufferzone | Ref.  |
| --- | ----------------------- | ----------------------- | ---------------------------- | ---------------------- | ---------- | --------------------- | ----- |
| 1   | Seocheon Getbol         | Seocheon                | 36°02'43.01"N 126°36'46.69"E | Ästuartyp              | 6.809 ha   | 3.657 ha              | [ 4 ] |
| 2   | Gochang Getbol          | Gochang                 | 35°33'06.67"N 126°32'01.35"E | offener Einbettungstyp | 6.466 ha   | 1.785 ha              | [ 4 ] |
| 3   | Shinan Getbol           | Sinan                   | 34°49'43.76"N 126°06'16.00"E | Archipeltyp            | 110.086 ha | 67.254 ha             | [ 4 ] |
| 4   | Boseong-Suncheon Getbol | Boseong, Suncheon-Stadt | 34°49'11.25"N 127°27'32.19"E | halbgeschlossener Typ  | 5.985 ha   | 1.801 ha              | [ 4 ] |

## Eigenschaften
Die Stätte besteht aus vier Teilgebieten, die vier unterschiedliche Watt-Subtypen repräsentieren. Sie befindet sich im Gelben Meer zwischen China und der koreanischen Halbinsel, genauer gesagt zwischen China und dem Südwesten und Süden Südkoreas. Mehr als 60 größere und etwa 80 kleinere Flüsse leiten Sedimentablagerungen in das Meer hinein, darunter der chinesische Gelbe Fluss und der Jangtsekiang und der südkoreanische Geumgang. Diese Kombination aus hohen Sedimentfrachten und der teilgeschlossenen Geografie des Gelben Meeres hat zur Bildung eines der größten Wattengebiete der Welt geführt. Getbol hat eine Gesamtfläche von 129.346 ha und liegt innerhalb von Pufferzonen von 74.497 ha. Das größte der vier Teilgebiete, das Shinan Getbol, macht ca. 85 % der Gesamtfläche aus. Ein von Experten im Rahmen der UNESCO-Nominierung erstellter Vergleich 40 verschiedener im Meer oder an der Küste gelegener Feuchtgebietsökosysteme, darunter die sechs UNESCO-Welterbestätten Nationalpark Banc d’Arguin, Sundarbans-Nationalpark, die Halong-Bucht, der Kvarken-Archipel, die Galapagosinseln und das Wattenmeer der Nordsee, ergab, dass letzteres das einzige außerhalb der Region des Gelben Meeres gelegene Gebiet ist, das über weite Wattflächen bei gemäßigtem Klima verfügt. Das Wattenmeer der Nordsee unterscheide sich aber in Geologie, Geomorphologie, Ozeanografie, Produktivität und Biodiversität. Das Ministerium für Ozeane und Fischerei Südkoreas und die Trilaterale Wattenmeerzusammenarbeit (TWSC) unterzeichneten im Jahr 2009 während des Internationalen Wattenmeersymposiums in Wilhelmshaven eine Vereinbarung zur Zusammenarbeit (MoU), die den Rahmen für Kooperation zum Schutz und Management von Wattflächen, zur Bewusstseinsbildung für den Schutz von Watt-Ökosystemen weltweit und für den Wissensaustausch bildet.

## Ökologie
Die Aufstauung von Flüssen und die großflächige Urbarmachung von Küstengebieten, gepaart mit Verschmutzung und Überfischung, haben die Watt-Ökosysteme des Gelben Meeres stark in Mitleidenschaft gezogen, weswegen Getbol auf der Roten Liste der Ökosysteme der IUCN als gefährdet eingestuft ist. Unter anderem ergab eine Analyse des IUCN, dass seit Anfang der 1980er Jahre ein Gebietsverlust von 35 % der ost- und südostasiatischen Gezeitenlebensräume des Gelben Meeres beobachtbar sind. Getbol ist des Weiteren Teil der ostasiatisch-indopazifischen Zugroute und beherbergt Millionen wandernder Wasservögel wie den Schwarzstirnlöffler, den Tüpfelgrünschenkel und den Großen Brachvogel. Bei einigen der Vogelarten handelt es sich um gefährdete Arten, wie beispielsweise bei dem Löffelstrandläufer, der laut der Roten Liste gefährdeter Arten akut vom Aussterben bedroht ist (Critically Endangered). Die endemische Artenvielfalt umfasst Langarm-Oktopusse und Detrivoren wie die Japanischen Schlammkrabben (Macrophthalmus japonica), Winkerkrabben (Uca lactea), Vielborster (Ringelwürmer), Stimpson-Krabben (Ocypode stimpsoni), Gelbe Meeressandschnecken (Umbonium thomasi) und Suspensionsfresser wie Muscheln.